# Coenagrion castellani
Coenagrion castellani – gatunek ważki z rodziny łątkowatych (Coenagrionidae). Został opisany w 1948 roku. Miejsce typowe to Acilia na przedmieściach Rzymu (środkowo-zachodnie Włochy). Przez niektórych autorów jest on uznawany za podgatunek Coenagrion mercuriale.